# Pyrausta flavicilialis
Pyrausta flavicilialis is een vlinder van de familie van de grasmotten (Crambidae). De wetenschappelijke naam van deze soort is voor het eerst voorgesteld door Michael Seizmair in een publicatie uit 2023.
De spanwijdte van het mannetje bedraagt ongeveer 15 millimeter.
De soort komt voor in Saudi-Arabië (Jizan).